# Nanokermes folium
Nanokermes folium är en insektsart som beskrevs av Bullington och Kosztarab 1985. Nanokermes folium ingår i släktet Nanokermes och familjen eksköldlöss. Inga underarter finns listade i Catalogue of Life.